# Sadatanak
Sadatanak (in aleutino Sadan-tanax e in russo ostrov Sadatanak) è un'isola disabitata delle isole Andreanof, nell'arcipelago delle Aleutine, e appartiene all'Alaska (USA). È situata poco prima dell'ingresso orientale della baia di Kobakof, al largo della costa meridionale  dell'isola Atka..